# Castelginest
Castelginest (em occitano:  Castèlginèst) é uma comuna francesa na região administrativa da Occitânia, no departamento do Alto Garona. Estende-se por uma área de 8.11 km², com 10.734 habitantes, segundo o censo de 2018, com uma densidade de 1.300 hab/km².